# YKベーキングカンパニー
株式会社YKベーキングカンパニー（ワイケーベーキングカンパニー、YK Baking Company Co., Ltd.）は、大阪府大阪市東淀川区に本社を置き、包装パン事業、デリカ食品事業、包装パンの配送事業を手掛けている企業。山崎製パンの100％子会社。

## 概要
神戸屋は、長年にわたり包装パンの製造販売事業とデリカ食品の製造販売事業を手掛けてきた。しかし、国内において人口減少や少子高齢化が進む中で、今後の事業展開を検討した結果、神戸屋は冷凍パン事業及びフレッシュベーカリー・レストラン事業に専念することにした。同時に、山崎製パンに対して包装パン・デリカ食品の製造販売事業の譲渡を打診し、両社は2022年8月26日に、包装パン・デリカ食品の製造販売事業を神戸屋が新たに設立する新会社へ吸収分割により譲渡した上で、新会社の株式を山崎製パンが取得する契約並びに包装パン製品において神戸屋ブランドを2年間使用可能とする契約を締結した。
神戸屋は2022年10月12日に新会社である株式会社YKベーキングカンパニーを設立。YKベーキングカンパニーは2023年2月1日付で、神戸屋から包装パン・デリカ食品の製造販売事業を吸収分割により譲受したと同時に、子会社の商号変更も実施した。包装パンの工場直売もYKベーキングカンパニーが継承した。
神戸屋が保有していたYKベーキングカンパニーの株式は、2023年3月31日付で山崎製パンへ譲渡されたため、YKベーキングカンパニーは山崎製パンの完全子会社となり、神戸屋グループからは離脱した。また、山崎製パンは、YKベーキングカンパニーを完全子会社化した事により、関西地区における生産強化を図る。
また、神戸屋が本社として使用していた建物・工場をYKベーキングの本社として利用することになったため、神戸屋は本社を豊中市に移転した。
譲渡後もしばらくは神戸屋ブランドを使用していたが、2023年11月から順次YKベーキングブランドへの切り替えが進められている。

## 沿革
- 2022年10月12日 - 設立。
- 2023年
  - 2月1日 - 神戸屋から包装パン・デリカ食品の製造販売事業を吸収分割により譲受。
  - 3月31日 - 株式譲渡により、山崎製パンの完全子会社となる。

## 事業所
- 本社・東淀工場 - 大阪市東淀川区豊新2丁目16-14
- 寝屋川工場 - 大阪府寝屋川市点野2丁目5-2
- 海老名工場 - 神奈川県海老名市杉久保南1丁目2-1
- 東京工場 - 埼玉県戸田市川岸1丁目2-36

## 子会社
- 株式会社YKマルト
- 株式会社YKタイヨー
- 株式会社YKマツヤ
- 株式会社YK浜松デリカ
- 株式会社YKロジスティックス